# Distrito electoral de Brenna (condado de Wayne, Nebraska)
Brenna (en inglés: Brenna Precinct) es un distrito electoral ubicado en el condado de Wayne en el estado estadounidense de Nebraska. En el Censo de 2010 tenía una población de 158 habitantes y una densidad poblacional de 1,69 personas por km².

## Geografía
Brenna se encuentra ubicado en las coordenadas 42°7′54″N 97°4′16″O / 42.13167, -97.07111. Según la Oficina del Censo de los Estados Unidos, Brenna tiene una superficie total de 93.22 km², de la cual 93.2 km² corresponden a tierra firme y (0.02%) 0.02 km² es agua.

## Demografía
Según el censo de 2010, había 158 personas residiendo en Brenna. La densidad de población era de 1,69 hab./km². De los 158 habitantes, Brenna estaba compuesto por el 98.1% blancos, el 1.27% eran asiáticos y el 0.63% pertenecían a dos o más razas. Del total de la población el 0.63% eran hispanos o latinos de cualquier raza.